# Nathalie zu Sayn-Wittgenstein-Berleburg

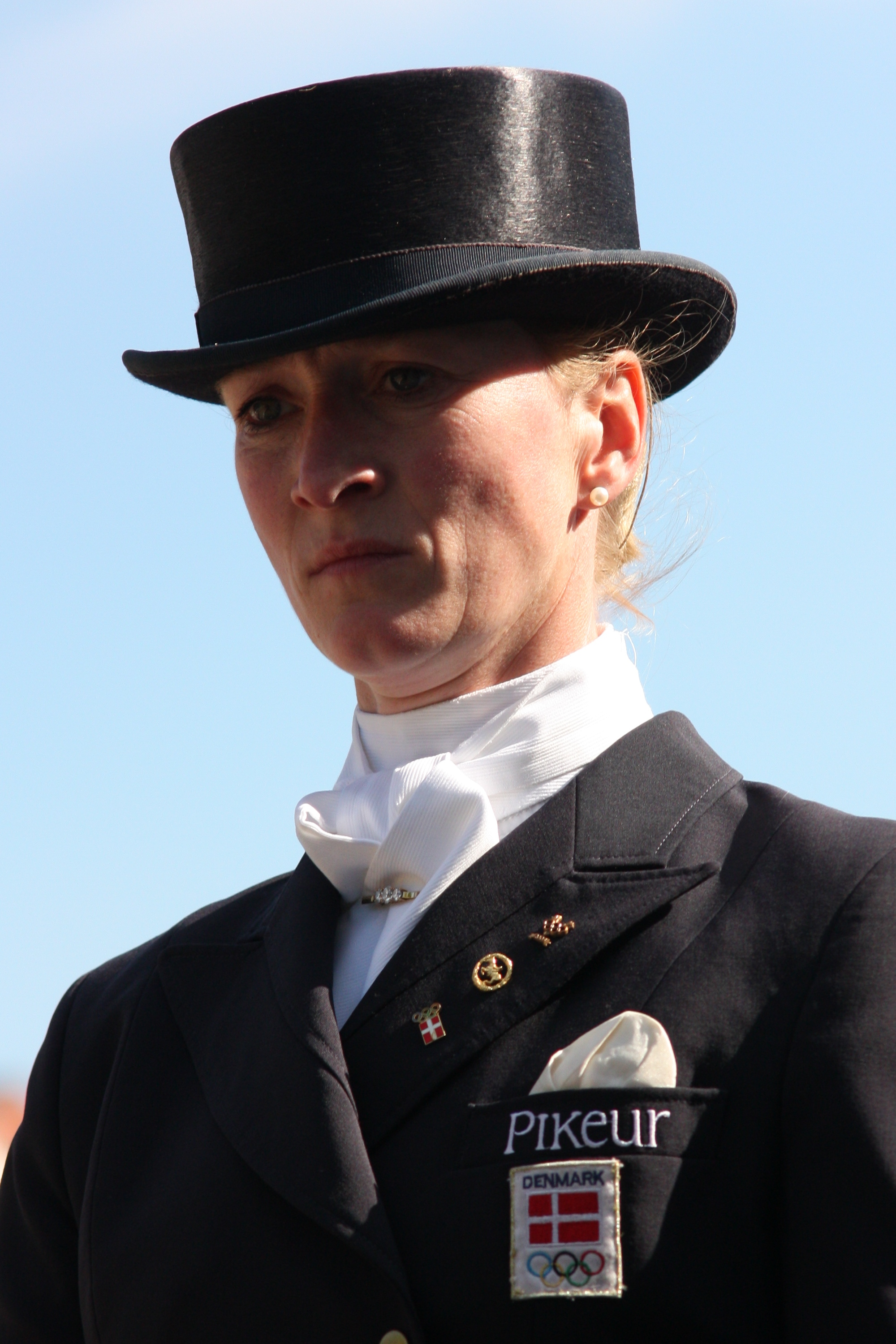
Nathalie zu Sayn-Wittgenstein-Berleburg auf dem Internationalen Pfingstturnier Wiesbaden 2013

Nathalie Prinzessin zu Sayn-Wittgenstein-Berleburg, vollständiger Name Nathalie Xenia Margareta Benedikte Prinzessin zu Sayn-Wittgenstein-Berleburg (* 2. Mai 1975 in Kopenhagen), ist eine deutsch-dänische Dressurreiterin.

## Leben

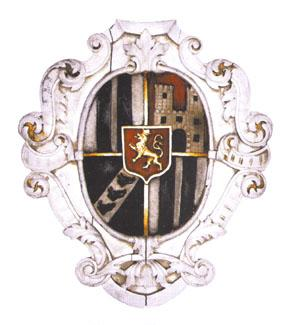
Familienwappen

Nathalie zu Sayn-Wittgenstein-Berleburg ist die jüngste Tochter von Prinzessin Benedikte zu Dänemark (* 1944) und Richard zu Sayn-Wittgenstein-Berleburg (1934–2017), ältester Sohn von Gustav Albrecht zu Sayn-Wittgenstein-Berleburg und der schwedischen Gräfin Margareta Fouché d’Otrante. Ihre Großeltern mütterlicherseits sind der dänische König Friedrich IX. und Prinzessin Ingrid von Schweden. Sie ist somit eine Nichte der ehemaligen dänischen Königin Margrethe II. und der griechischen Ex-Königin Anne-Marie von Dänemark. Sie wuchs zusammen mit ihren Geschwistern auf Schloss Berleburg und in Dänemark auf. 1996 nahm Sayn-Wittgenstein-Berleburg auch die dänische Staatsangehörigkeit an.
Nach dem Abitur begann zu Sayn-Wittgenstein-Berleburg 1994 eine Ausbildung in der Reiterei auf dem schwedischen Gestüt Flyinge bei Lehrmeisterin Kyra Kyrklund. Ihre Erfolge begannen mit der Teilnahme der dänischen Mannschaft an der Europameisterschaft für junge Reiter, die sie mit der Bronzemedaille abschloss. Später wechselte sie zum damaligen Cheftrainers der deutschen Dressurmannschaft, Klaus Balkenhol. Neben der Reiterei züchtet sie zusammen mit ihrer Mutter in Bad Berleburg Dressurpferde.
Bei den Olympischen Sommerspielen in Peking 2008 gewann sie auf Digby mit der dänischen Dressur-Mannschaft die Bronzemedaille. Von 2017 bis 2021 war zu Sayn-Wittgenstein-Berleburg dänische Nationaltrainerin im Dressurreiten und nahm in dieser Funktion mit ihrer Mannschaft an den Olympischen Sommerspielen 2020 in Tokio teil.
Sayn-Wittgenstein-Berleburg war seit dem 4. Januar 2010 mit Alexander Johannsmann, dem Sohn von Heinrich-Wilhelm Johannsmann, verlobt. Die standesamtliche Hochzeit fand am 27. Mai 2010 in der Orangerie im Schlosspark von Berleburg statt, die kirchliche Hochzeit am 18. Juni 2011 in der evangelischen Kirche von Bad Berleburg. Der gemeinsame Sohn wurde am 24. Juli 2010 geboren. Er wurde am 26. Dezember in der Kapelle von Schloss Berleburg auf den Namen Konstantin Gustav Heinrich Richard getauft. Seine Taufpaten sind Königin Mary zu Dänemark, Ann-Kathrin Johannsmann und Gustav Prinz zu Sayn-Wittgenstein-Berleburg. Eine Tochter Louisa wurde am 28. Januar 2015 geboren. Nach Mitteilung mehrerer Medien unter Berufung auf das dänische Königshaus wurde die zwölf Jahre währende Ehe im August 2022 geschieden.

## Erfolge und Medaillen

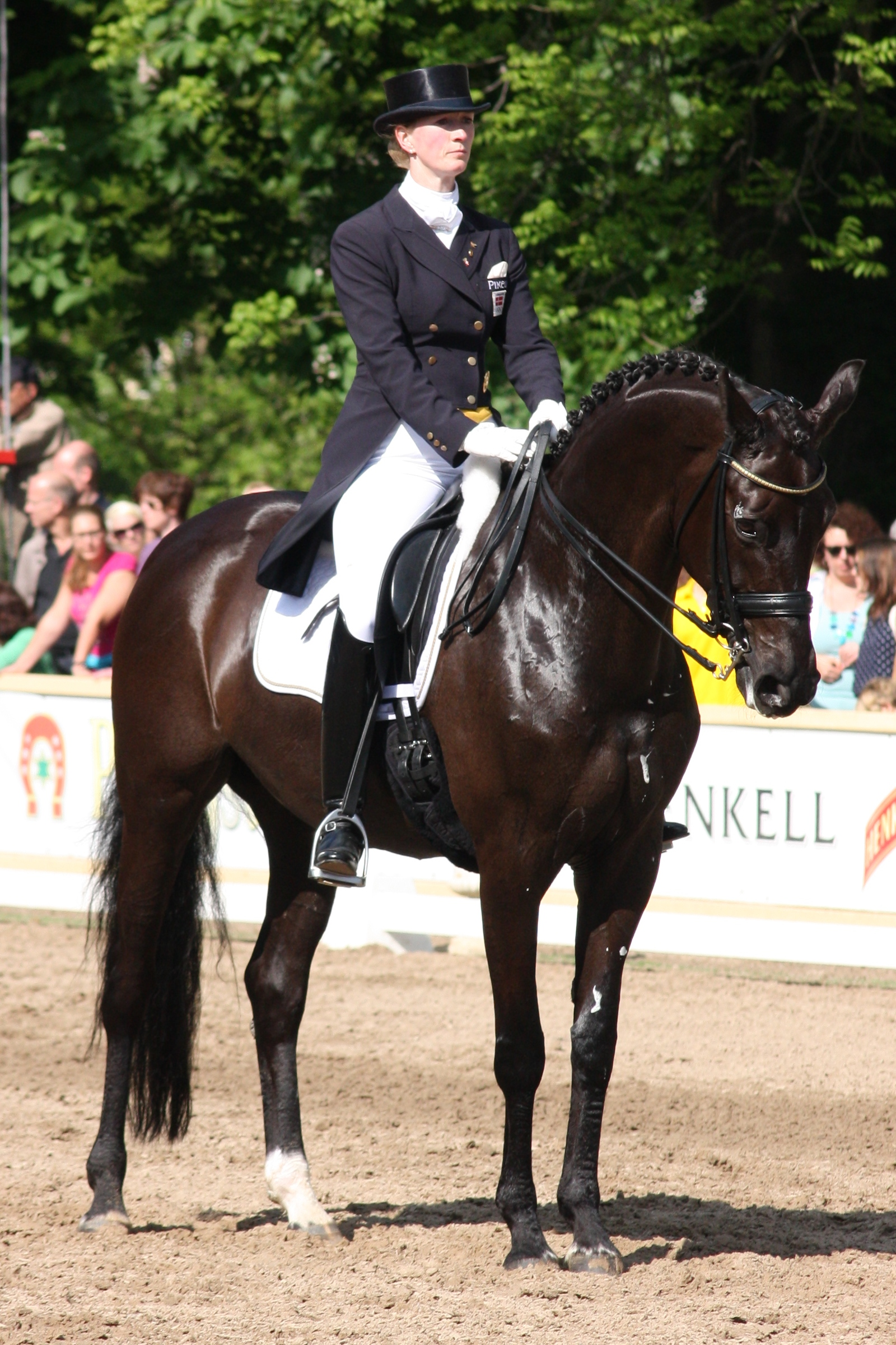
Nathalie zu Sayn-Wittgenstein-Berleburg mit Fabienne

- 2000 Olympische Sommerspiele 2000 in Sydney mit der dänischen Olympia-Equipe; Ersatzreiterin
- 2001 Dänische Dressur-Meisterschaft; Bronzemedaille
- 2001 Europäische Dressur-Meisterschaft in Verden; Bronzemedaille für das dänische Team
- 2002 Dänische Dressur-Meisterschaft; Goldmedaille
- 2002 Weltmeisterschaft; 4. Platz mit der dänischen Mannschaft
- 2003 Europameisterschaft
- 2004 Olympische Sommerspiele 2004 in Athen mit der dänischen Olympia-Equipe
- 2008 Olympische Sommerspiele 2008 in Peking mit der dänischen Olympia-Equipe; Bronzemedaille[9]
- 2010 Weltreiterspiele; 5. Platz mit der dänischen Mannschaft, 7. Platz in den Einzelwertungen (GP Spécial und GP Kür)
- 2011 Weltcupfinale: 2. Platz
- 2021 Olympische Sommerspiele 2020 in Tokio als Trainerin der dänischen Mannschaft im Dressurreiten